# Anton Smolski
Anton Andrejevitj Smolski (belarusiska: Антон Андрэевіч Смольскі, ryska: Антон Андреевич Смольский, Anton Andrejevitj Smolskij), född 16 december 1996 i Pjasotjnaje i Belarus, är en belarusisk skidskytt. Vid OS i Pyeongchang 2022 kom han på 35:e plats på 10 km i sprinten, 8:e plats på 4×7,5 km i stafetten och i OS i Peking 2022 vann han silver på distansen 20 km.